# Senat Urugwaju
Senat (Cámara de Senadores) - izba wyższa urugwajskiego parlamentu -  Zgromadzenia Powszechnego (Asamblea General). 31 senatorów wyłanianych jest na pięcioletnią kadencję w powszechnych wyborach.

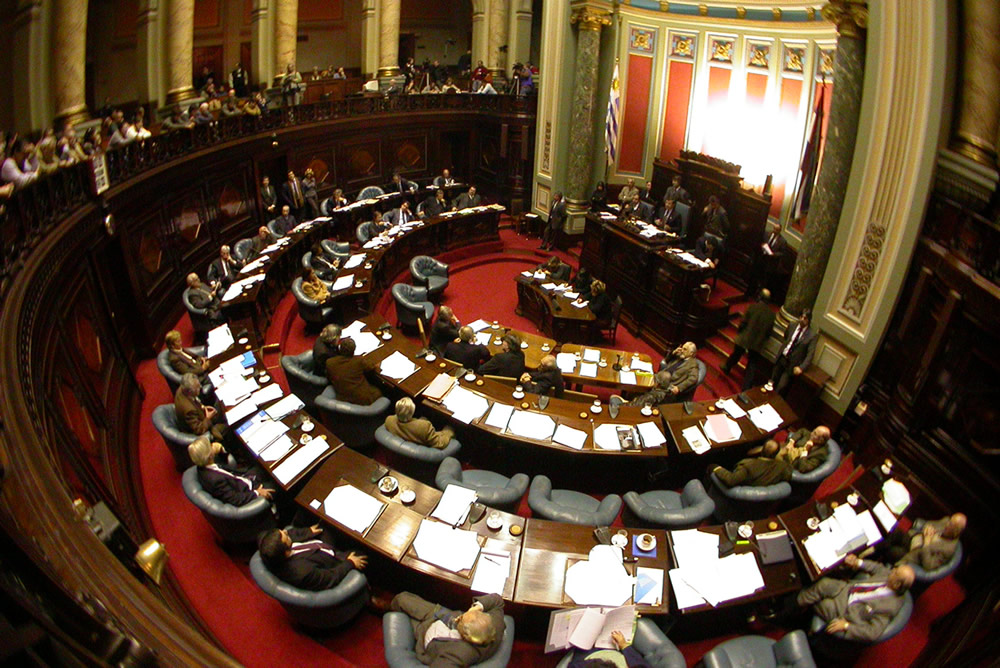
Sala posiedzeń Senatu

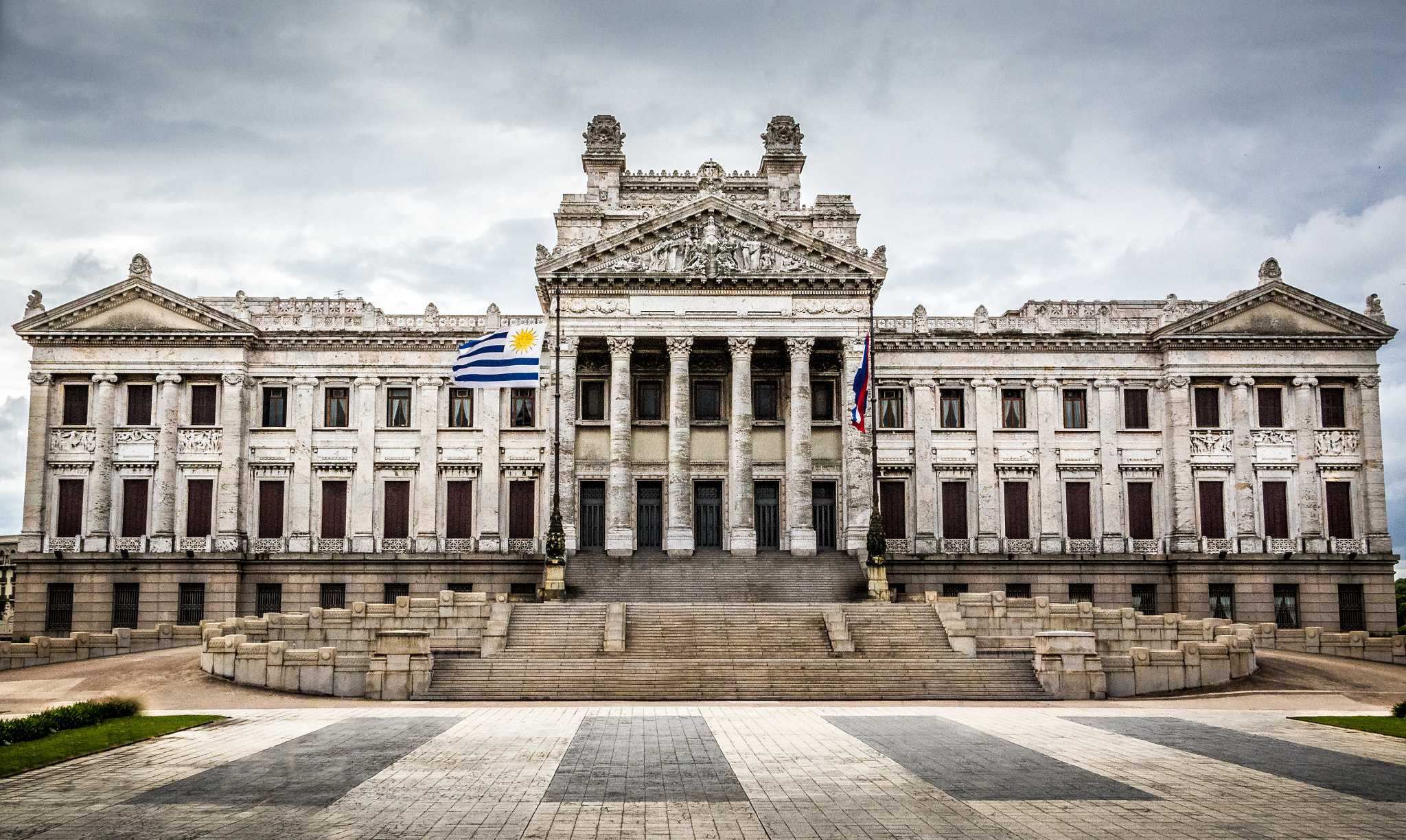
Pałac Ustawodawczy w Urugwaju

## Lista przewodniczących Senatu od 2000 r.
| Lp. | Zdjęcie | Imię i nazwisko           | Lata sprawowania urzędu |
| --- | ------- | ------------------------- | ----------------------- |
| 1.  |         | Luis Antonio Hierro López | 2000-2005               |
| 2.  |         | Rodolfo Nin Novoa         | 2005-2010               |
| 3.  |         | Danilo Astori             | 2010-2015               |
| 4.  |         | Raúl Fernando Sendic      | 2015 - 2017             |
| 5.  |         | Lucía Topolansky          | 2017 - 2020             |
| 6.  |         | Beatriz Argimón           | 2020 - nadal            |